# Theodoor Aenvanck

Bodegón con frutas, 1659,óleo sobre tabla, 82,5 x 65 cm, Amberes, Koninklijk Museum voor Schone Kunsten.

Theodoor Aenvanck (Amberes, 1633-después de 1690) fue un pintor barroco flamenco especializado en bodegones de frutas y flores.
Bautizado en Amberes el 30 de noviembre de 1633, en 1647 aparece registrado como aprendiz en el gremio de San Lucas de su ciudad natal. Parece probable que fuese discípulo de Jan Davidsz. de Heem, acusándose también en su pintura la influencia de Joris van Son. En 1669 se registró como maestro independiente en el gremio de Amberes, barajándose la posibilidad de que antes de esa fecha hiciese algún viaje al extranjero, que podría haber vuelto a hacer después de marzo de 1686 cuando marchó de Amberes desconociéndose el destino.
Aenvanck es conocido por sus bodegones principalmente de frutas dispuestas sobre una mesa traída a primer término y cubierta en parte por un mantel con profundos pliegues, sobre el que se disponen cestas, platos y otros recipientes desbordados por las abundantes frutas.